# 2000 у телебаченні
Список 2000 у телебаченні описує події у сфері телебачення, що відбулися 2000 року.

## Події

### Січень
- Початок мовлення нового луганського регіонального телеканалу «Ірта»[1].

### Лютий
- 1 лютого — Зміна графічного оформлення телеканалу «1+1»[2].

### Березень
- Ребрендинг харківського регіонального телеканалу «Тоніс-Центр» у «7 канал»[3].
- Початок аналогового мовлення телеканалу «СТБ» на 52 ТВК у Хмельницькому[4].
- Початок аналогового мовлення телеканалу «СТБ» на 52 ТВК у Вінниці[5].
- Початок аналогового мовлення телеканалу «СТБ» на 48 ТВК у Луцьку[6].
- Початок мовлення нового маріупольського регіонального телеканалу «ММК»[7].
- Відновлення аналогового мовлення регіонального телеканалу «МТВ» на 38 ТВК в Маріуполі[7].

### Квітень
- 1 квітня — Зміна логотипу і графічного оформлення телеканалу «СТБ».
- 17 квітня — Перехід аналогового мовлення телеканалу «СТБ» з 26 на 52 ТВК в Житомирі[8].

### Травень
- 15 травня — Початок мовлення нового апостолівського регіонального телеканалу «Атлант».

### Червень
- 1 червня — Початок мовлення нового музичного телеканалу «RU Music»[9].

### Липень
- 24 липня — Зміна графічного оформлення телеканалу «Інтер».

### Вересень
- 18 вересня — Зміна логотипу і графічного оформлення телеканалу «ICTV».

### Жовтень
- 1 жовтня
  - Зміна логотипу і графічного оформлення російського телеканалу «ОРТ».
  - Початок мовлення нового пізнавального телеканалу «Viasat Nature».
- 20 жовтня — Зміна графічного оформлення телеканалу «Інтер».

### Листопад
- 6 листопада — Зміна логотипу телеканалу «Інтер».
- 7 листопада — Початок аналогового мовлення «Нового каналу» на 21 ТВК у Львові[10].

### Грудень
- 1 грудня — Ребрендинг телеканалу «ТЕТ» у «ТЕТ-4».
- 20 грудня — Початок супутникового мовлення «Нового каналу».
- Початок мовлення нового запорізького регіонального телеканалу «АТВ».
- Початок мовлення івано-франківського регіонального телеканалу «Вежа» та «Нового каналу» на 2 ТВК замість «Каналу-402»[11][12][13].

## Без точних дат
- Ребрендинг хмельницького регіонального державного телеканалу «ХТБ» в «Поділля-Центр»[14].
- Припинення мовлення та закриття кіровоградського регіонального телеканалу «TV-Центр»[15].
- Припинення аналогового мовлення харківського регіонального телеканалу «Simon» на 27 ТВК в Полтаві[16].
- Початок аналогового мовлення телеканалу «СТБ» на 23 ТВК у Дніпропетровську[17].
- Початок аналогового мовлення чернівецького регіонального телеканалу «НБМ» на 57 ТВК у Вінниці[5].
- Переїзд каналу «ICTV» за новою адресою, Київ, вул. Паньківська, 11.
- Припинення мовлення та закриття миколаївського регіонального телеканалу «НКТВ»[18].
- Початок аналогового мовлення телеканалу «СТБ» на 52 ТВК у Донецьку[19].
- Початок аналогового мовлення «Нового каналу» на 42 ТВК в Одесі[20].
- Припинення аналогового мовлення регіонального державного телеканалу «Миколаїв» на 7 ТВК у Баштанці[21].